# نورمان أرمسترونغ
نورمان أرمسترونغ (22 ديسمبر 1892 في المملكة المتحدة - 19 يناير 1990) (بالإنجليزية: Norman Armstrong)‏ هو لاعب كريكت بريطاني (وحمل سابقاً جنسية المملكة المتحدة لبريطانيا العظمى وأيرلندا). لعب مع نادي مقاطعة ليسترشاير للكريكت ‏.